# Resolutie 2107 Veiligheidsraad Verenigde Naties
Resolutie 2061 van de Veiligheidsraad van de Verenigde Naties werd op 27 juni 2013 unaniem aangenomen door de VN-Veiligheidsraad. De resolutie onthief Irak van de verplichtingen inzake de terugkeer van gevangengenomen Koeweiti's en gestolen goederen uit Koeweit die het na de Eerste Golfoorlog waren opgelegd. Hoshyar Zebar, Iraaks minister van buitenlandse zaken, noemde dit een keerpunt in Iraks relatie met de internationale gemeenschap en een belangrijke stap naar een betere verstandhouding met Koeweit.

## Achtergrond
Op 2 augustus 1990 viel Irak zijn zuiderbuur Koeweit binnen en bezette het land. Nog diezelfde dag werd de inval door de VN-Veiligheidsraad veroordeeld in resolutie 660. Deze resolutie eiste ook een onmiddellijke terugtrekking van Irak, maar daar kwam niets van terecht. Een paar dagen later kreeg het land middels resolutie 661 dan ook economische sancties opgelegd.

## Inhoud

### Waarnemingen
De situatie waarin Irak zich bevond was in 2013 geheel veranderd ten opzichte van die in 1990, toen resolutie 661 was aangenomen. Het was van belang dat Irak het internationaal aanzien dat het vóór resolutie 661 had genoten herwon. Het land bleef de herstelbetalingen aan Koeweit voldoen en werkte aan de uitvoering van resolutie 833 inzake de grens met het buurland. Beide landen werkten ook samen om vermiste personen en gestolen eigendommen uit Koeweit terug te sturen.

### Handelingen
De regering van Irak werd gevraagd het Internationaal Comité van het Rode Kruis ter wille te zijn voor wat betreft informatie inzake vermiste Koeweiti's en toegang tot deze personen, en om te helpen met de zoektocht naar deze personen of hun stoffelijke overschotten.
De maatregelen §2c, §2d en §3c van resolutie 686, §30 van resolutie 687 en §14 van resolutie 1284 met betrekking tot gevangengenomen Koeweiti's en gestolen goederen werden opgeheven.

## Verwante resoluties
- Resolutie 2001 Veiligheidsraad Verenigde Naties (2011)
- Resolutie 2061 Veiligheidsraad Verenigde Naties (2012)
- Resolutie 2110 Veiligheidsraad Verenigde Naties
- Resolutie 2169 Veiligheidsraad Verenigde Naties (2014)

Lijst ·  2086 ·  2087 ·  2088 ·  2089 ·  2090 ·  2091 ·  2092 ·  2093 ·  2094 ·  2095 ·  2096 ·  2097 ·  2098 ·  2099 ·  2100 ·  2101 ·  2102 ·  2103 ·  2104 ·  2105 ·  2106 ·  2107 ·  2108 ·  2109 ·  2110 ·  2111 ·  2112 ·  2113 ·  2114 ·  2115 ·  2116 ·  2117 ·  2118 ·  2119 ·  2120 ·  2121 ·  2122 ·  2123 ·  2124 ·  2125 ·  2126 ·  2127 ·  2128 ·  2129 ·  2130 ·  2131 ·  2132